# William Thomas (Politiker)
William Thomas (* 1551; † 22. September 1586 bei Zutphen) war ein walisischer Adliger, Politiker und Militär. Er wurde zweimal als Abgeordneter für das House of Commons gewählt.

## Herkunft und Aufstieg
William Thomas entstammte der alten walisischen Familie Thomas. Er war der älteste Sohn von Rhys Thomas und dessen Frau Jane. William wuchs im Haushalt von Anne, der Witwe des früheren Lordprotektors Edward Seymour auf. Dort soll er sowohl Latein wie auch Italienisch und Französisch gelernt haben. Als er volljährig wurde, kehrte er nach Wales zurück, wo er schon bald sowohl in Carmarthenshire wie auch in Nordwales bedeutende Ämter bekleidete. Ab etwa 1575 war er Friedensrichter für Caernarvonshire und ab 1578 für Anglesey und 1579 für Merionethshire. 1576 und 1582 diente er als Sheriff von Carmarthenshire, von 1578 bis 1579 war er Sheriff von Anglesey und von 1580 bis 1581 Sheriff von Caernarvonshire. Nach dem Tod seines Vaters 1577 hatte er dessen umfangreichen Besitzungen in Caernarvonshire und auf der Insel Anglesey sowie die Ländereien von Aberglasney in Carmarthenshire geerbt.
Vor 1578 wurde ihm vorgeworfen, widerrechtlich Grundbesitz in Llanwnda, Dinas Binlle und anderen Orten an sich gebracht zu haben. Die Klage wurde vermutlich vom Earl of Leicester vorgebracht, von dem sein Vater Land gepachtet hatte. Eine Untersuchung ergab aber wohl, dass die Vorwürfe haltlos waren, denn es kam zu keinen Prozess. Daraufhin wurden die Vorwürfe 1580 vor der Star Chamber erneut vorgebracht. Das Ergebnis dieser Klage ist nicht bekannt.

## Wahl in das House of Commons und Dienst als Militär
Als führendes Mitglied der Gentry von Nordwales und mit Hilfe seiner einflussreichen Verwandtschaft wurde Thomas 1576 in einer  Nachwahl als Nachfolger des verstorbenen John Gwynne und bei der folgenden Unterhauswahl 1584 als Knight of the Shire für Caernarvonshire gewählt. Im House of Commons trat er jedoch anscheinend fast gar nicht in Erscheinung, sondern diente stattdessen vorwiegend als Militär. Nachdem er zunächst während der Desmond-Rebellion in Irland gekämpft hatte, führte er 1585 in der Armee des Earl of Leicester in Flandern 200 walisische Fußsoldaten, die die Niederlande im Unabhängigkeitskrieg gegen Spanien unterstützten. Er fiel in der Schlacht bei Zutphen.

## Heirat und Nachkommen
Thomas hatte Ellen Griffith, eine Tochter des einflussreichen William Griffith von Plas Mawr in Caernarvon geheiratet. Mit ihr hatte er fünf Söhne und vier Töchter. Sein Erbe wurde sein gleichnamiger ältester Sohn William Thomas. 